# 君の名前で僕を呼んで
『君の名前で僕を呼んで』（きみのなまえでぼくをよんで、英語: Call Me By Your Name）は、2017年の映画。アンドレ・アシマンによる2007年の同名の小説の映画化であり、脚本（脚色）・共同製作はジェームズ・アイヴォリー、監督・共同製作はルカ・グァダニーノで、イタリア・フランス・ブラジル・アメリカ合衆国の合作である。
主演はティモシー・シャラメとアーミー・ハマーが務めた。原作では1987年の設定だが、エイズが社会問題になる前を描くため設定を1983年に変更。続編ではエイズ問題について触れると述べている。この映画化では原作小説の物語の途中までしか描かれておらず、グァダニーノは『恋人までの距離』のような構成で続編を製作することを構想している。また、幾つかの重要なシーンはDVDに収録せず、続編で使用すると明言している。

## ストーリー
1983年夏、北イタリアのとある避暑地。17歳のエリオ・パールマン（ティモシー・シャラメ）は、今年も両親と共に別荘で一夏を過ごしている。家族は数ヶ国語を使い、アカデミックな雰囲気を漂わせる。滞在中、エリオは読書、詩作、作曲、ピアノ演奏、プール遊び、夜はダンスパーティに耽っていた。
そんなある日、考古学の教授であるエリオの父（マイケル・スタールバーグ）の助手として、アメリカから24歳の大学院生・オリヴァー（アーミー・ハマー）がやってくる。自信と知性に満ちたオリヴァーを初めは疎ましく思うエリオだったが、次第に彼に対して抑えることのできない感情に駆られていく。
やがて気持ちを抑えられなくなったエリオはオリヴァーに思いを打ち明ける。一旦は大人として拒んだオリヴァーだったが結局、自分も同じ気持ちであることを伝える。
お互いの気持ちを確かめ合ったことで、激しく恋に落ちていくふたり。そして「君の名前で僕を呼んで、僕の名前で君を呼ぶ」というオリヴァーの提案で、ふたりの絆はさらに特別なものとなっていくのであった。
ようやく結ばれたふたりであったが、やがてオリヴァーの出発の日が訪れる。彼を乗せた列車が発ち、エリオはすっかり気力を失う。悲しく、美しく、大切な経験をした息子エリオに父は言う。「今はただ悲しく辛いだろう。だが痛みを葬ってはいけない。お前が感じた喜びを痛みとともに葬ってはいけない。」と。
冬になり再び別荘を訪れた家族のもとに、オリヴァーからの電話が鳴る。それは来年結婚する、という衝撃的な知らせだった。「君との出来事を何ひとつ忘れない」オリヴァーの言葉に、暖炉の前で静かに涙を流すエリオだった。

## キャスト
※括弧内は日本語吹替。
- エリオ・パールマン - ティモシー・シャラメ（入野自由[10]）
- オリヴァー - アーミー・ハマー（津田健次郎[10]）
- Mr.パールマン - マイケル・スタールバーグ（星野充昭）
- アネラ・パールマン - アミラ・カサール（沢海陽子）

エリオの母。
- マルシア - エステール・ガレル（英語版）（下山田綾華）
- キアラ - ヴィクトワール・デュボワ（英語版）（櫻庭有紗）
- マファルダ - バンダ・カプリオロ（伊沢磨紀）
- アンキーゼ - アントニオ・リモルディ（箆津弘順）
- バンビ - エレナ・ブッチ
- ニコ - マルコ・エスグロッソ
- ムニール - アンドレ・アシマン（英語版）[注 2]（宮崎敦吉）
- アイザック - ピーター・スピアーズ[注 3]（さかき孝輔）

## 製作

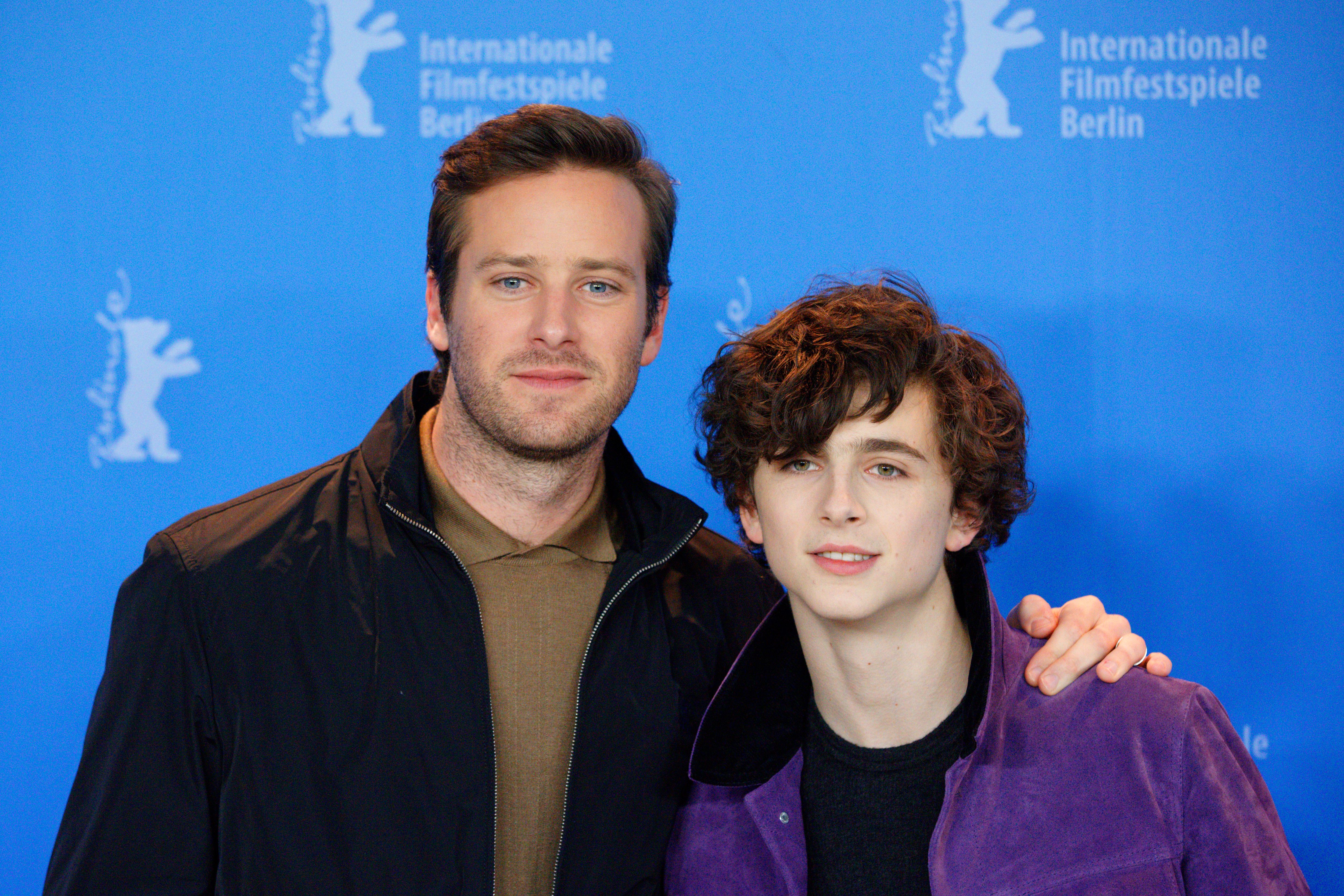
主演のアーミー・ハマーとティモシー・シャラメ

2015年9月11日、ジェームズ・アイヴォリーがアンドレ・アシマンの小説『Call Me By Your Name』の脚色を行っており、シャイア・ラブーフとグレタ・スカッキの起用を念頭に置きながら執筆を進めていると述べた。
『胸騒ぎのシチリア』のプロモーション活動中に、ルカ・グァダニーノはアンドレ・アシマンの『Call Me By Your Name』を映画化したいと述べていた。モーリス・ピアラの『愛の記念に』からインスピレーションを受けたとも語った。グァダニーノは「原作小説の性描写を映像化することに関心はないのです。そんなことをすれば、私の構想から大きく逸れたものが出来上がってしまうからです。」「観客の皆様には2人の冒険に身を委ねてもらい、初恋の甘酸っぱさを感じ取ってもらいたいのです。自分と2人がどう違うのかを理解してもらいたいわけではないのです。私にとっては、原作小説の見事な世界観を表現することが大事なことなのです。この映画全体の理念は、人間が他者との交流を通して美しくなったり、高められたり、輝きを増したりするということにあるのですから。」とも述べている。
アイヴォリーとグァダニーノは共同で監督を務める予定だったが、出資者たちが2人の間に対立が生じる懸念を示したため、グァダニーノが単独でメガホンを取ることとなった。アイヴォリーは「私は脚本の執筆に9ヶ月あまりを費やしました。脚本が出来上がったとき、それは上々の評価を得ました。最終的には、出資者を得て脚本が映画化されることとなりました。しかし、フランスの出資者が奇妙にも私とグァダニーノの共同演出に難色を示したのです。多分、彼らの懸念は正しい物だったのでしょう。演出により長い時間を費やすことにもなるでしょうし、セットで口論になったらと考えるだけでも怖い。だからこそ、私は脚本の映画化権をグァダニーノの会社に売却したのです。」と語っている。
当初、アイヴォリーが執筆した脚本には俳優が全裸になるシーンがあったが、グァダニーノはそれを修正せざるを得なかった。ティモシー・シャラメ及びアーミー・ハマーとの契約条項の中に、全裸での撮影を禁ずる条項があったためである。この件に関して、アイヴォリーは「これがアメリカ的態度なのです。全裸の女性が出てきてもそれほど気にしないでしょうし、驚きもしないでしょう。しかし、男性が全裸になると話が違ってきます。これは根深い文化であって、『何故そうなっているのか』を問うてみるべきでしょう。」と語っている。一方、グァダニーノは「（男性のヌードシーンが多い映画は）市場でヒットする基準を満たせないでしょう」と語っている。
エリオとオリヴァーが夏を過ごした街については、イタリアのクレーマでロケ撮影が行われた。

## 公開
本作は2017年1月22日にサンダンス映画祭でプレミアを迎えた。なお、ソニー・ピクチャーズ・クラシックスが本作の北米配給権を購入したのはその前のことであった。2月13日には第67回ベルリン国際映画祭のパノラマ部門で上映された。日本では、2018年4月27日に公開された。

## 興行収入
2017年11月24日、本作は全米4館で限定公開され、公開初週末に41万2932ドルを稼ぎ出し、週末興行収入ランキング初登場14位となった。1館当たりの興行収入は2017年の最高記録であった。また、1館当たりの興行収入が10万ドルを超えたのは『ラ・ラ・ランド』（2016年）以来であった。

## 評価
本作がサンダンス映画祭でプレミア上映された際、その後に出てきた批評家のレビューは絶賛一色であった。
Rotten Tomatoesによれば、366件の評論のうち高評価は94%にあたる345件で、平均点は10点満点中8.7点、批評家の一致した見解は「『君の名前で僕を呼んで』は、ティモシー・シャラメとアーミー・ハマーが共感できる演技で初恋を描いた、物悲しく、強烈に心を打つ作品である。」となっている。
Metacriticによれば、53件の評論のうち、高評価は51件、賛否混在は2件、低評価はなく、平均点は100点満点中93点となっている。

## 続編の可能性
サンダンス映画祭のプレミア上映の段階で、グァダニーノは「エリオとオリヴァーはこの作品のさらに先へ行ける」と続編の製作に含みを持たせていた。10月16日、グァダニーノはロンドン映画祭の席上で「2020年には続編を作りたいと思っています。」「続編はリチャード・リンクレイター監督のビフォア・シリーズのようなスタイルになるでしょう。年齢を重ねたエリオとオリヴァーの物語を語るのです。エリオの年齢とティモシーの年齢を重ね合わせるなら、3年後、2人は25歳になっています。その頃には、2作目の物語が準備されていることでしょう。」と語った。アシマンの原作小説では、15年後にエリオとオリヴァーが再会する様子が描かれているが、本作ではその部分が省かれることになった。グァダニーノは「エリオは同性愛者にならなくても良いと思います。彼はまだ自分の居場所を見つけていません。私はエリオがマルシアとの交際を始めるだろうと思っています。」「（続編の舞台となるであろう）1990年代のイタリアはシルヴィオ・ベルルスコーニの時代の始まりであり、湾岸戦争の時代でもあります。」と述べている。

## 受賞・ノミネート一覧
| 賞                 | 日付         | カテゴリ | 対象者                   | 受賞結果 | 出典   |
| ------------------ | ------------ | -------- | ------------------------ | -------- | ------ |
| 第90回アカデミー賞 | 2018年3月5日 | 脚色賞   | ジェームズ・アイヴォリー | 受賞     | [ 31 ] |